# Mangalica-Schwein

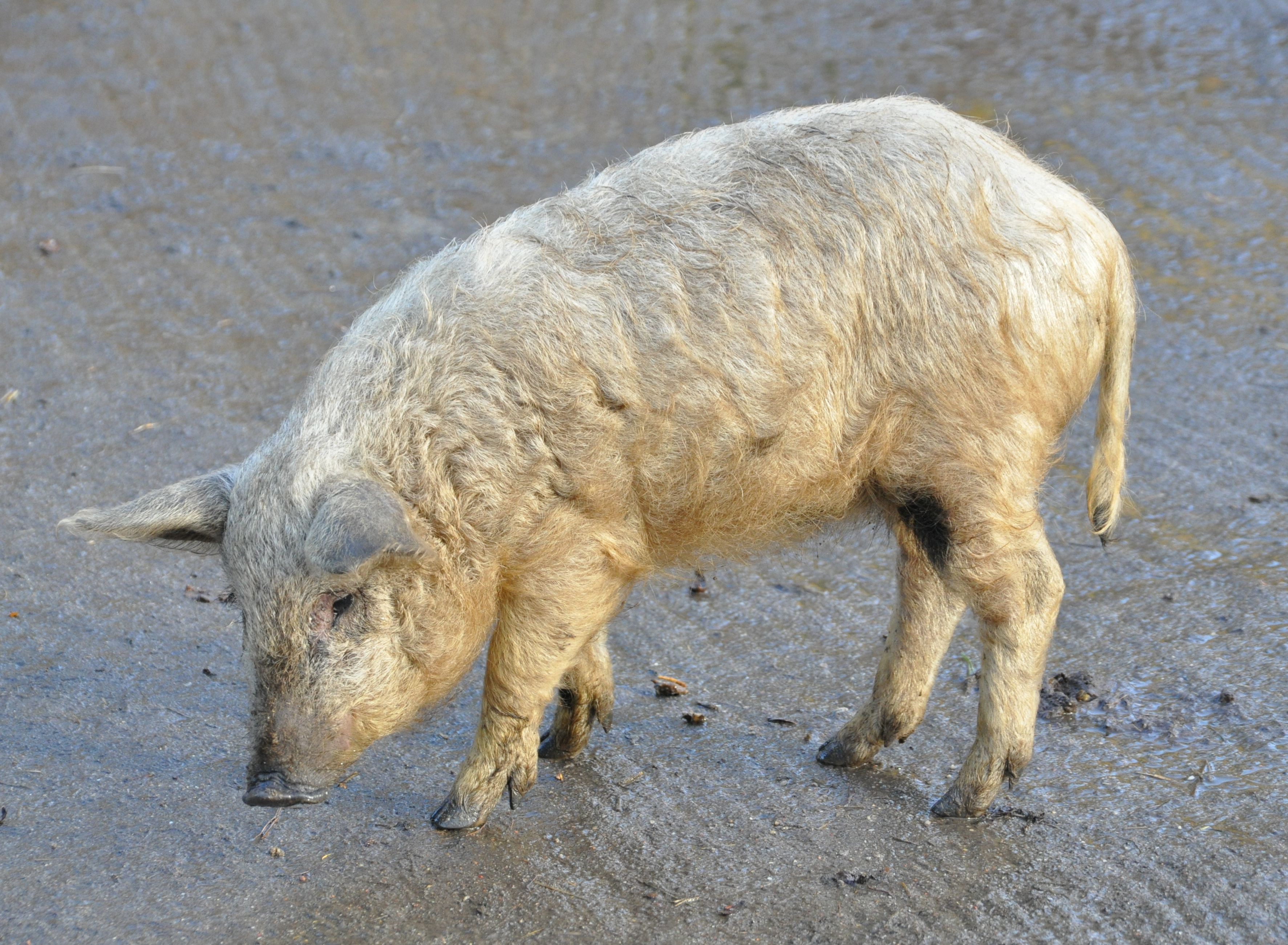
Mangalica-Schwein

Das Mangalica-Schwein (auch Mangalitza, Mangaliza oder Wollschwein, seltener auch Schafschwein) ist eine ungarische Schweinerasse, die sich durch krause, wollartige Borsten auszeichnet.

## Eigenschaften

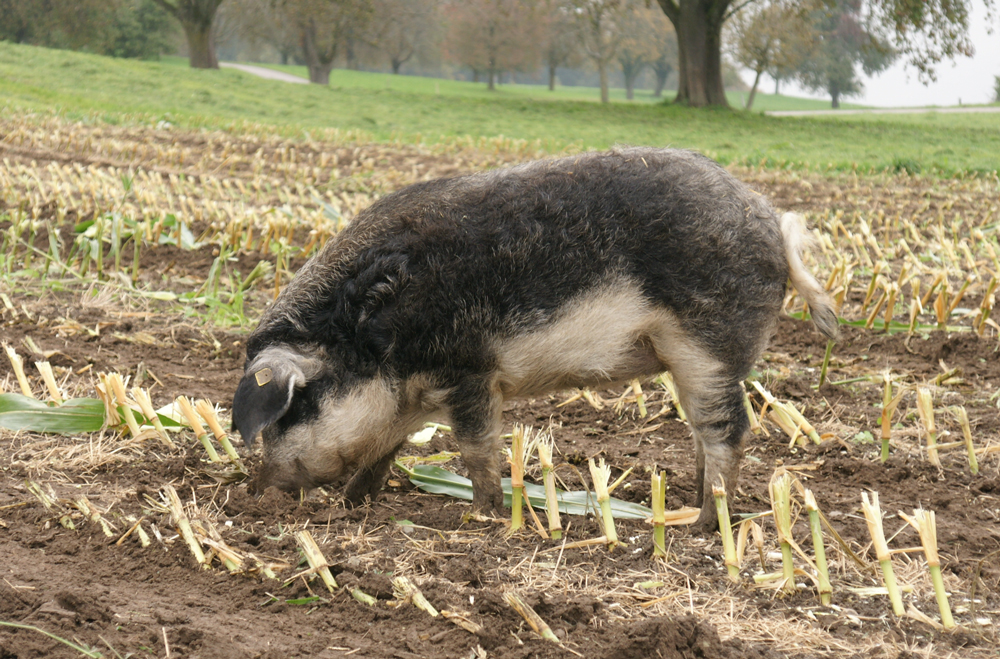
Schwalbenbäuchiges Wollschwein

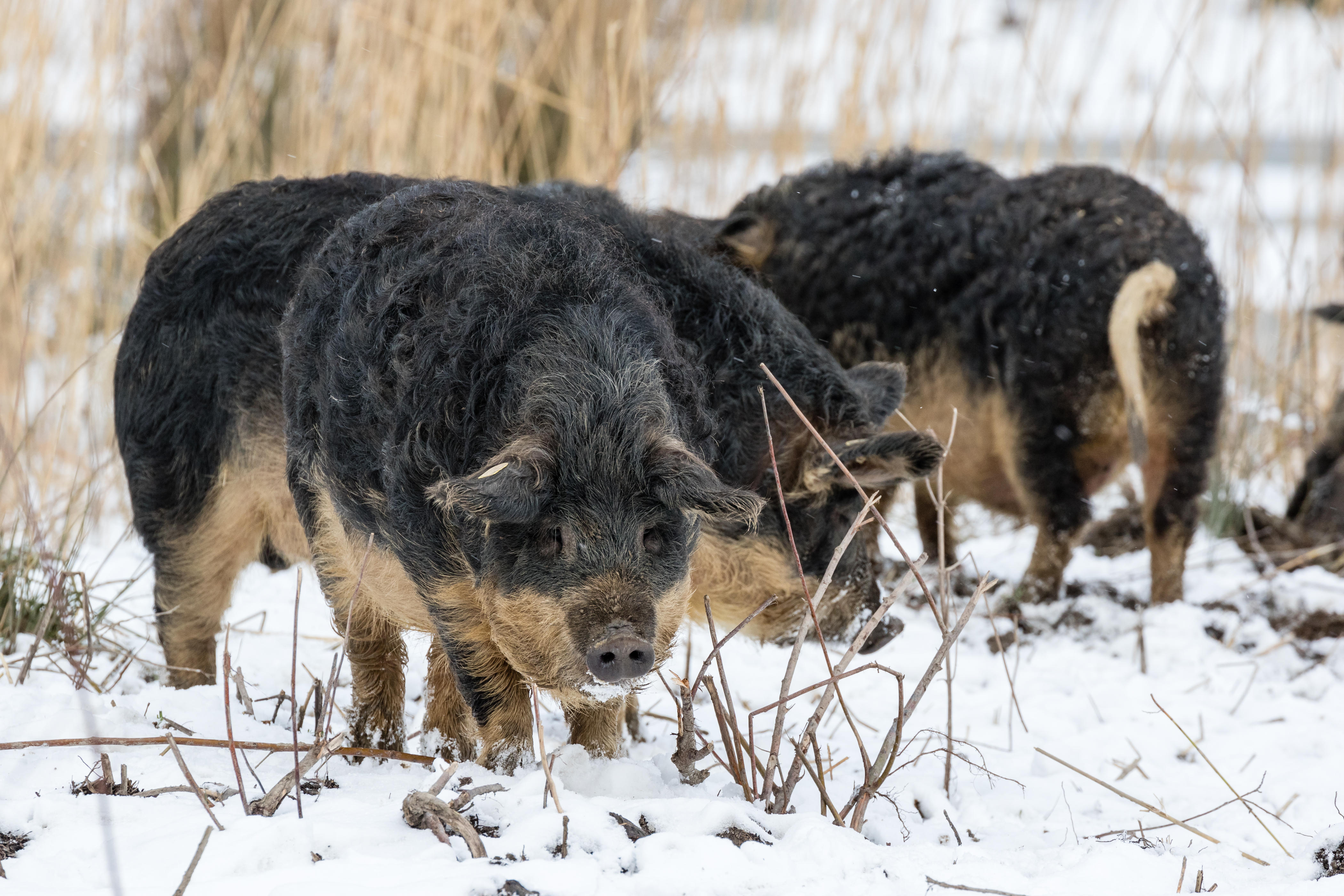
Wollschweine im Januar

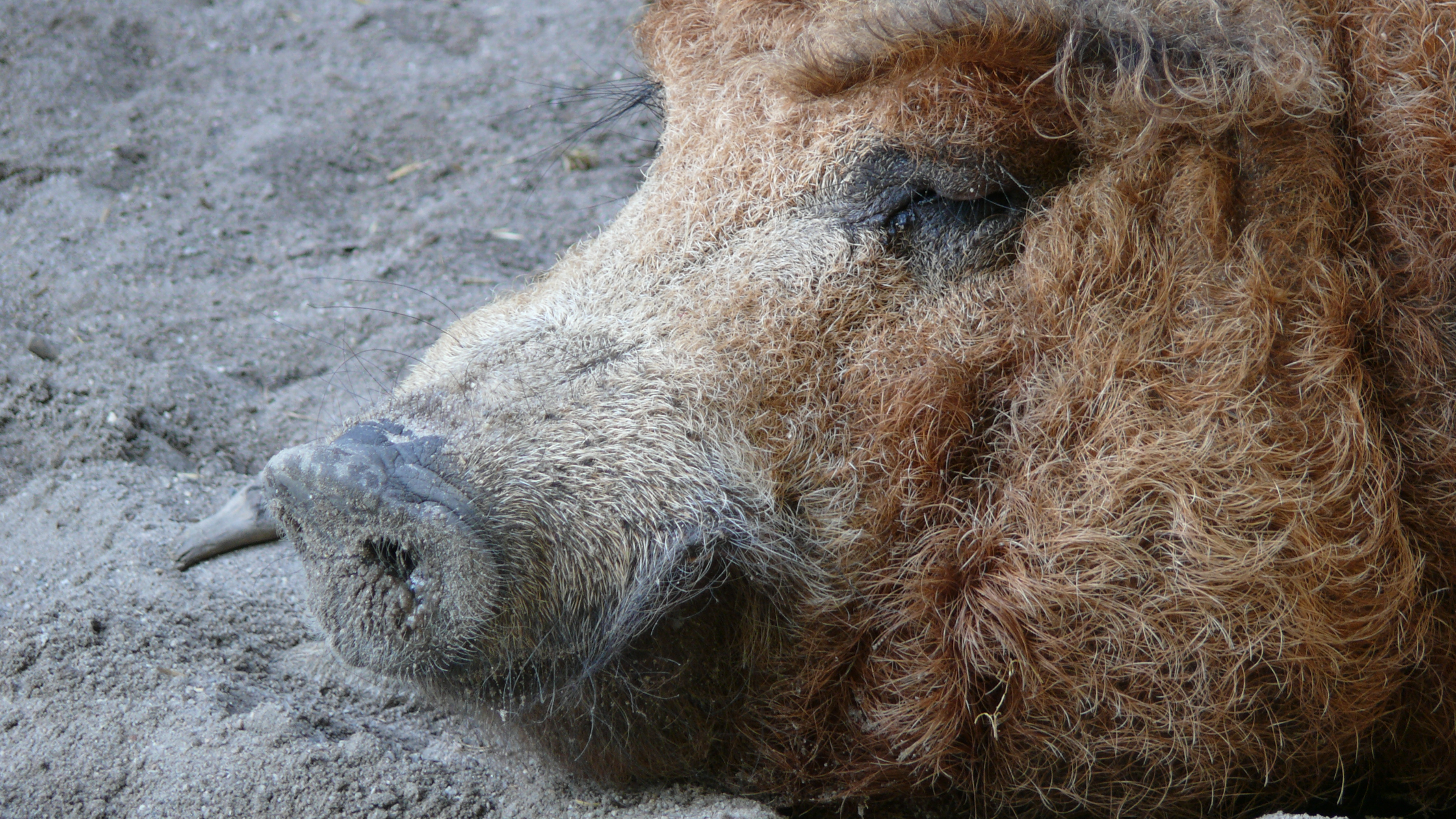
Kopf eines Wollschwein-Ebers

Die im Deutschen übliche Bezeichnung „Wollschwein“ geht auf das ungewöhnliche Haarkleid mit Unterwolle und lockigen Borsten zurück. Wenige Hausschweine sind noch so dicht behaart wie ihre Vorfahren, die Wildschweine. Die Ferkel sind wie Wildschweinfrischlinge gestreift. Es werden drei Farbschläge gezüchtet: Großrahmige Blonde, Rote Mangalica sowie Schwalbenbäuchige Mangalica. Ihre dicke Speckschicht und das Haarkleid schützen die robusten Schweine vor extremer Witterung. Sie können daher ganzjährig im Freien leben, wenn ihnen ein Unterstand und eine Schlammsuhle zur Verfügung stehen. Der Charakter des Wollschweines ist sehr gutmütig. Bei guter Behandlung sind sie sehr zutraulich und lassen sich auch gerne anfassen.
Das Mangalica-Schwein benötigt keine besondere Pflege und ist gut für die Mast geeignet. Mit einem Fettanteil von 65 % bis 70 % der Gesamtmasse seines Körpers ist es eine der fettesten Schweinearten der Welt. Das Fleisch ist sehr schmackhaft. Es ist rot und mit weißen Streifen vom intramuskulären Fett marmoriert, hat einen hohen Anteil an Omega-3-Fettsäuren und enthält natürliche Antioxidantien. Mangalitza-Schweinefett schmilzt bei einer niedrigeren Temperatur als anderes Schweinefett, da es eine höhere Menge an ungesättigten Fettsäuren enthält.

## Entwicklung

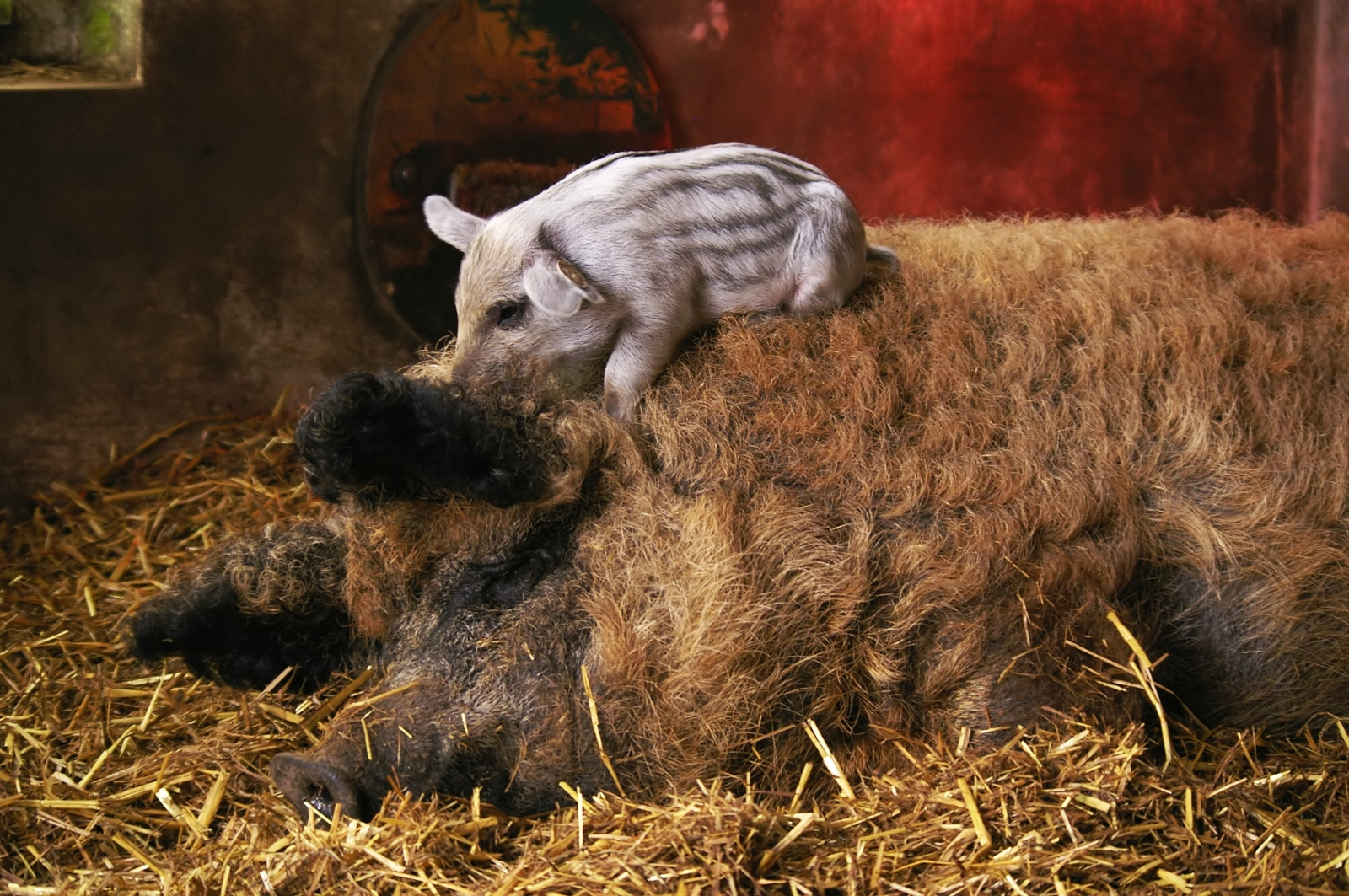
Wollschweinsau mit Ferkel

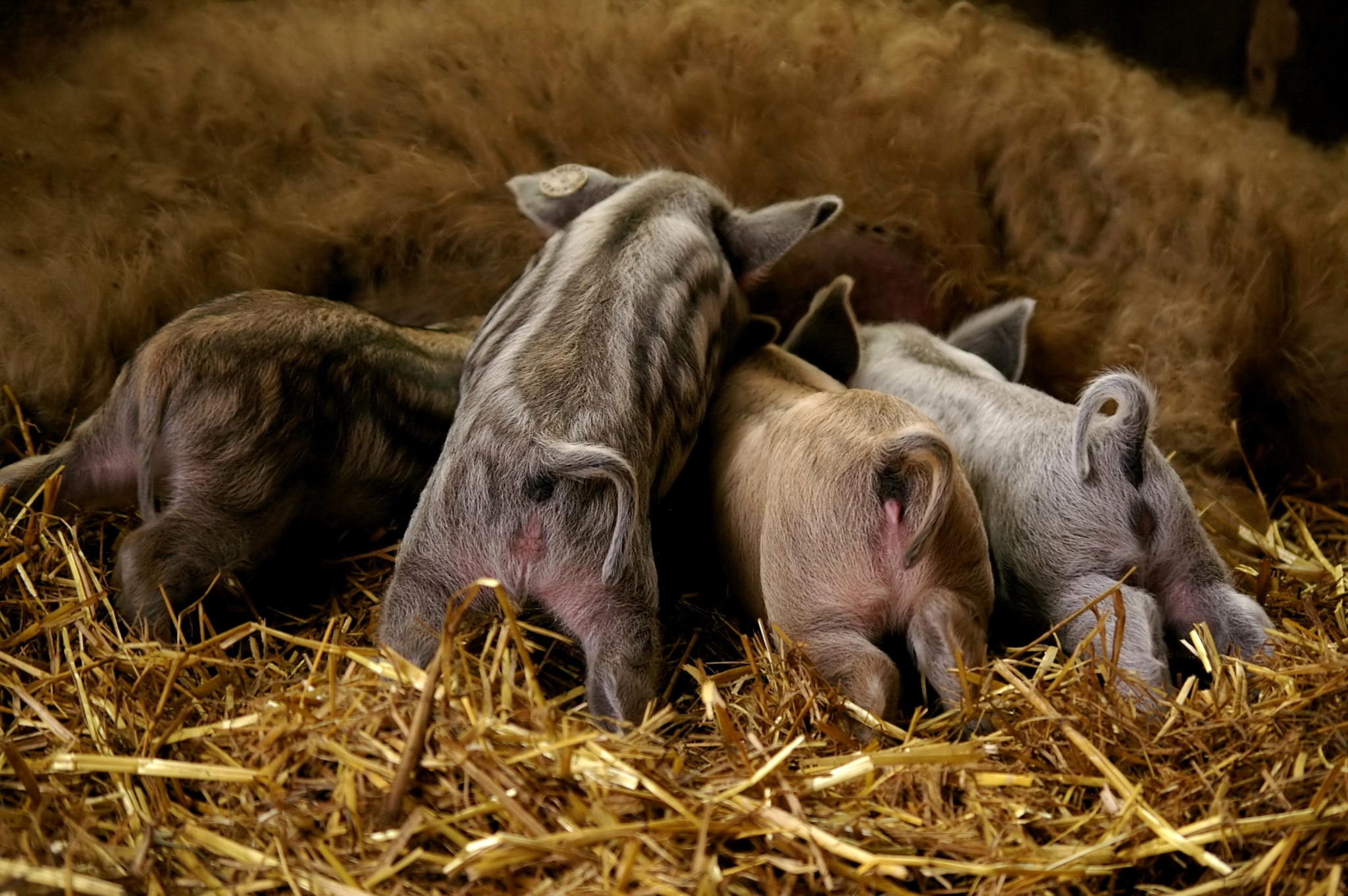
Wollschweinferkel beim Säugen

Der Entstehungszeitpunkt der Mangalica-Schweinerasse geht auf die 1830er Jahre zurück. Sumadija-Schweine wurden mit einer damals verbreiteten ungarischen Rasse gekreuzt. Ende des 19. Jahrhunderts war das Mangalica, das sich durch dicke Fettpolster auszeichnet, bereits zur führenden Zuchtrasse aufgestiegen.
Um 1890 gab es in Ungarn neun Millionen Mangalica-Schweine. Nach dem Zweiten Weltkrieg erlebte die alte Rasse in Ungarn einen neuen Aufschwung, weil sie den widrigen Lebensumständen gewachsen war. Bis in die 1950er Jahre war das Mangalica-Schwein in Ungarn die vorherrschende Rasse. Es wurde dann von englischen Schweinerassen, die mehr Fleisch und weniger Speck hatten, so rigoros verdrängt, dass Ende der siebziger Jahre nicht einmal mehr 200 reinrassige Exemplare gezählt wurden. Die neuen Schweinerassen eigneten sich jedoch nicht mehr zur Weidehaltung (Winteraußenhaltung), sondern mussten wegen der geringeren Speckschicht und der damit verbundenen geringeren Kälteresistenz im Stall gehalten werden.
Heute gibt es Mangalica in Ungarn, Kanada, Kroatien, Serbien, Slowenien, Rumänien, Österreich, Deutschland, sowie in der Tschechischen Republik, Slowakei, Schweiz, in den Niederlanden und den Vereinigten Staaten.

## Haltung
Das Mangalica-Schwein ist ein Allesfresser. Die Mast dauert länger als die anderer Schweinerassen. Es braucht aufgrund seiner Kälteresistenz keinen Stall und hat eine hohe Immunität.

## Erhaltung der Nutztierrasse
Um das vom Aussterben bedrohte Wollschwein zu erhalten, wurden in ganz Europa verschiedene Projekte gestartet. In Deutschland sorgt die Initiative „Nutztier-Arche“ dafür, dass die alten Nutztierrassen erhalten bleiben. In Österreich förderte die „Interessensgemeinschaft der Wollschweinzüchter Österreichs“ den Erhalt der Wollschweine. Mit Beschluss vom 7. Mai 2016 löste sich der Verein „IGWÖ – Interessensgemeinschaft der Wollschweinzüchter“ zum Jahresende auf, die Zusammenarbeit mit der „MI – Mangalitza International“ wird fortgesetzt. In der Schweiz ist der Rasse eigens die Wulesaueninsle im Bodensee reserviert, zudem führt die „Schweizerische Vereinigung für die Wollschweinzucht (SVWS)“ das Herdbuch. In Ungarn zählt das Mangalica zu den sogenannten Salami-Schweinen (ungarisch: szalámisertés), die eigens in der Gegend um Szeged für Wintersalami gezüchtet werden.

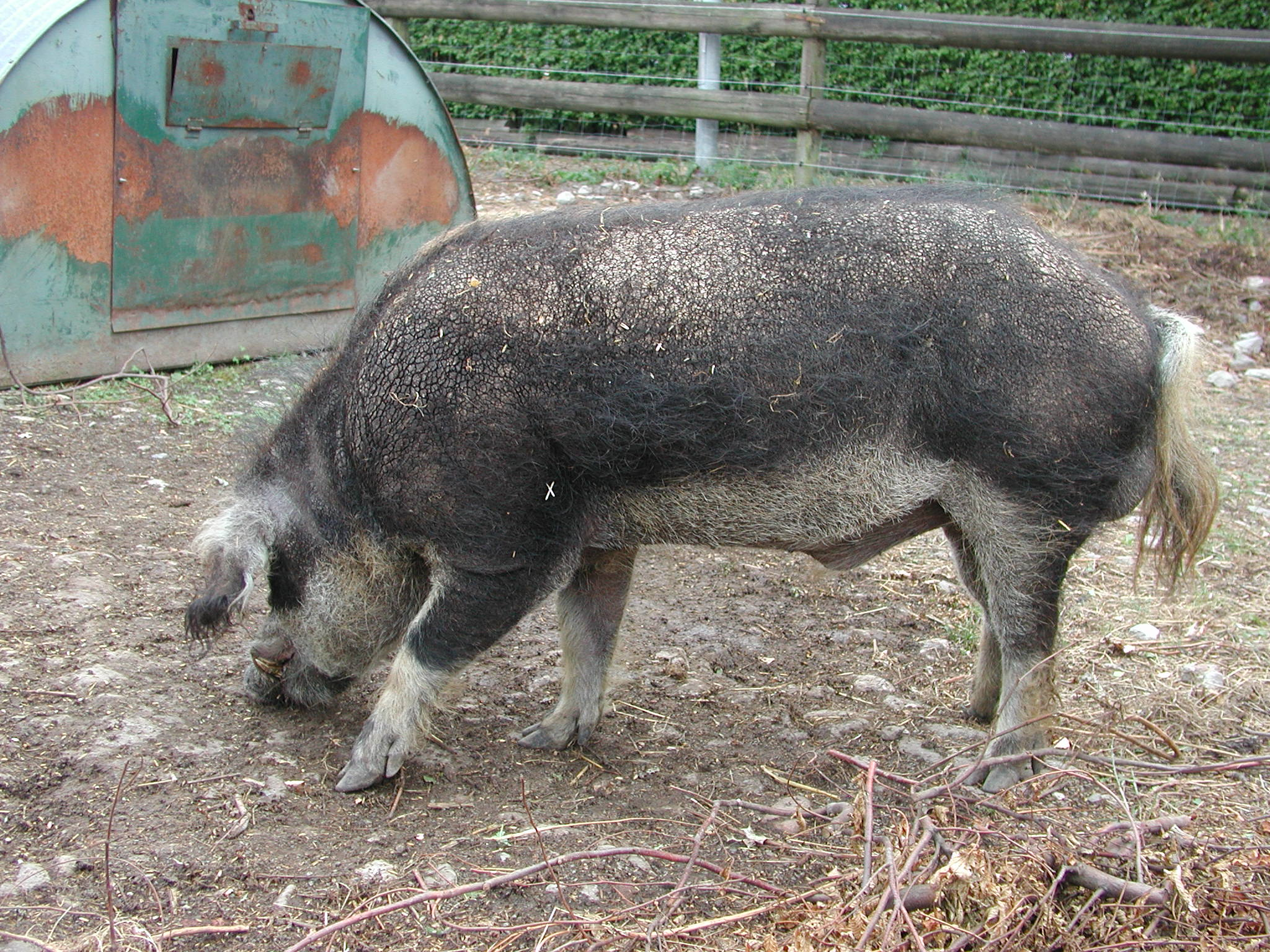
Bergisches Wollschwein
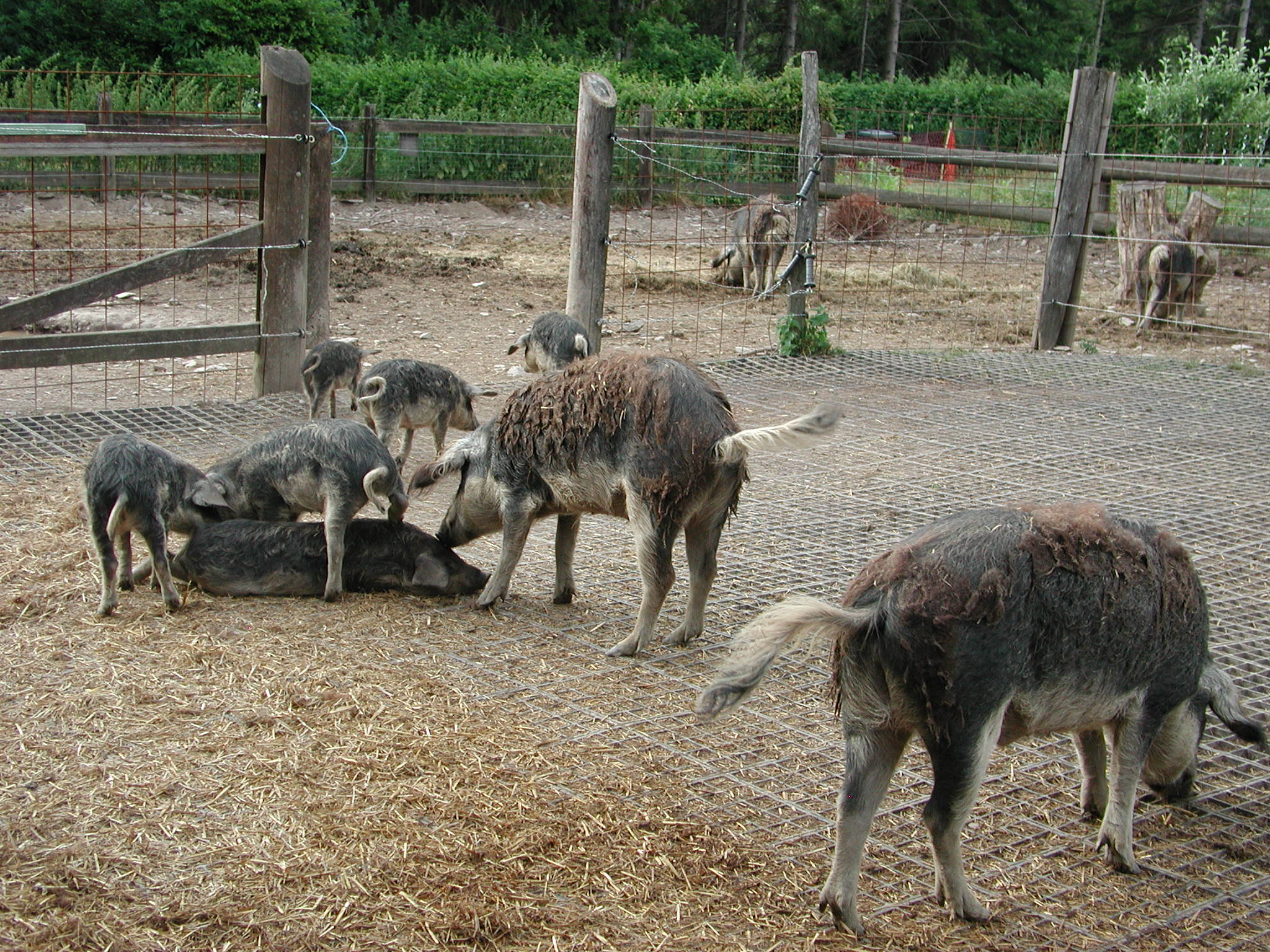
Rotte bergischer Wollschweine
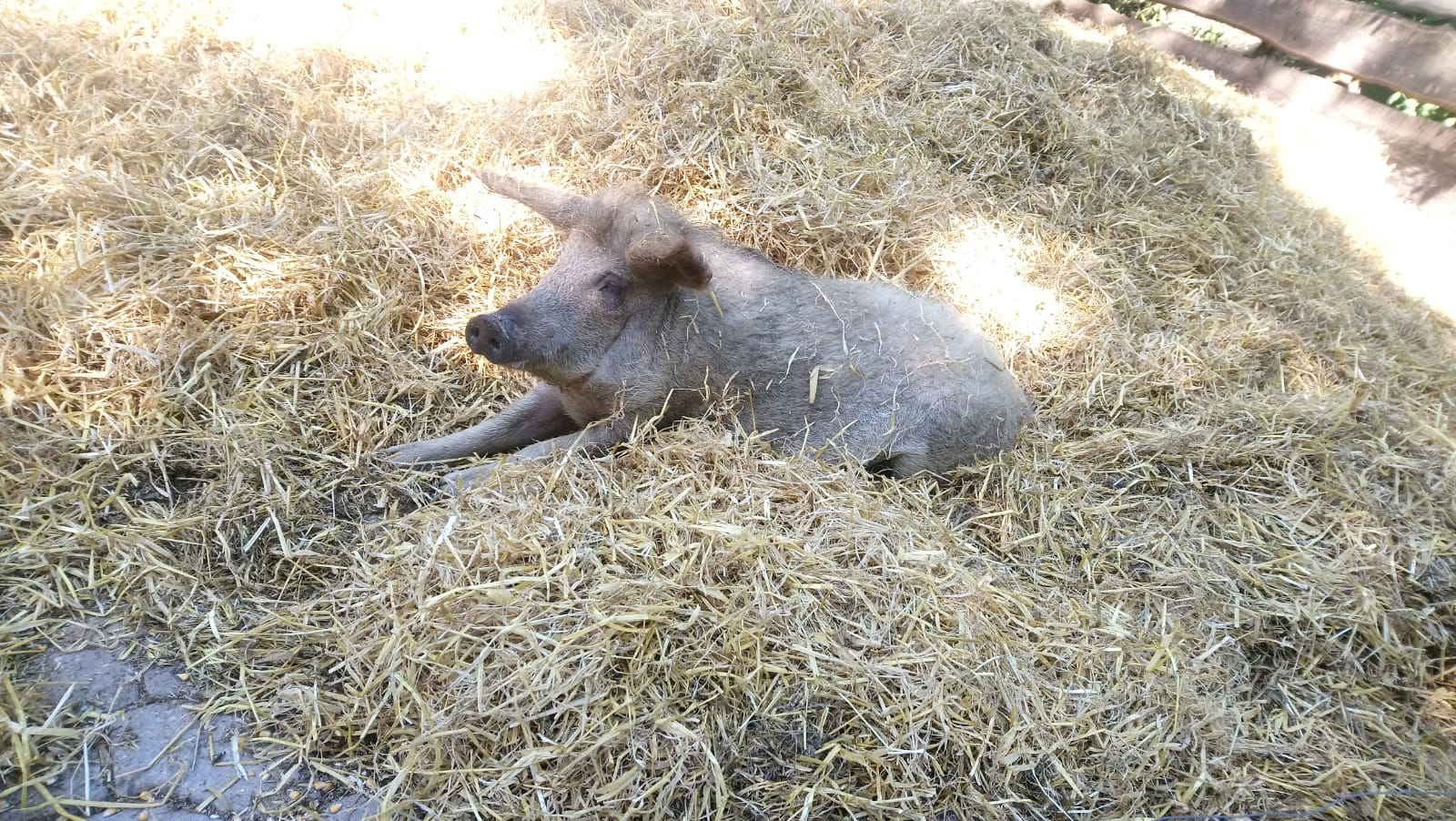
Wollschwein im Wildpark Bad Mergentheim

Inzwischen erfreut sich das Wollschwein insbesondere in der Schweiz und in Österreich großer Beliebtheit in der Gastronomie, was dazu führte, dass die Zahl der Züchter kontinuierlich steigt. Im Jahr 2019 wurden Mangalica-Schweine wieder in ganz Europa gezüchtet. Im kalifornischen Wine Country werden Wollschweine aufgrund ihrer hohen Fleischqualität gezüchtet und zur Landschaftspflege eingesetzt.
Das Wollschwein wurde von der Gesellschaft zur Erhaltung alter und gefährdeter Haustierrassen (GEH) für die Jahre 1999 und 2019 jeweils zur „Gefährdeten Nutztierrasse des Jahres“ erklärt.
Im Nordburgenland, wo das Wollschwein bereits im Kaisertum Österreich um 1830 erwähnt wurde, wird diese Rasse im Register der Traditionellen Lebensmittel geführt.

## Trivia
- Die Österreichische Post gab am 21. Juni 2024 eine Sonderbriefmarke der Serie Seltene Nutztierrassen mit 0,95 Euro Wert mit der Abbildung "Mangaliza-Schwein" von Kirsten Lubach aus.[5]
- Eine Figur in der Serie Living with Yourself züchtet die Rasse.